# Voleibol nos Jogos do Mediterrâneo
O voleibol masculino é disputado nos Jogos do Mediterrâneo desde a edição de 1959, realizada em Beirute, no Líbano. O torneio feminino foi introduzido nos Jogos de 1975, que aconteceram em Argel, na Argélia. A Itália é a nação com mais títulos nos campeonatos masculino e feminino, sete e oito, respectivamente.